# کنارحاجی شکاری
کنارحاجی شکاری، روستایی از توابع بخش مرکزی شهرستان داراب در استان فارس ایران است.

## جمعیت
این روستا در دهستان هشیوار قرار دارد و براساس سرشماری مرکز آمار ایران در سال ۱۳۸۵، جمعیت آن ۴۶۷ نفر (۱۰۳خانوار) بوده‌است.
دهیار فعلی این روستا مسعود رستگار است. و ریس شورای آن مجتبی رستگار می باشد